# Villamartín
Villamartín est une petite ville espagnole de la province de Cadix, en Andalousie.
Zahara est une étape de la Route des Villages blancs.

## Géographie

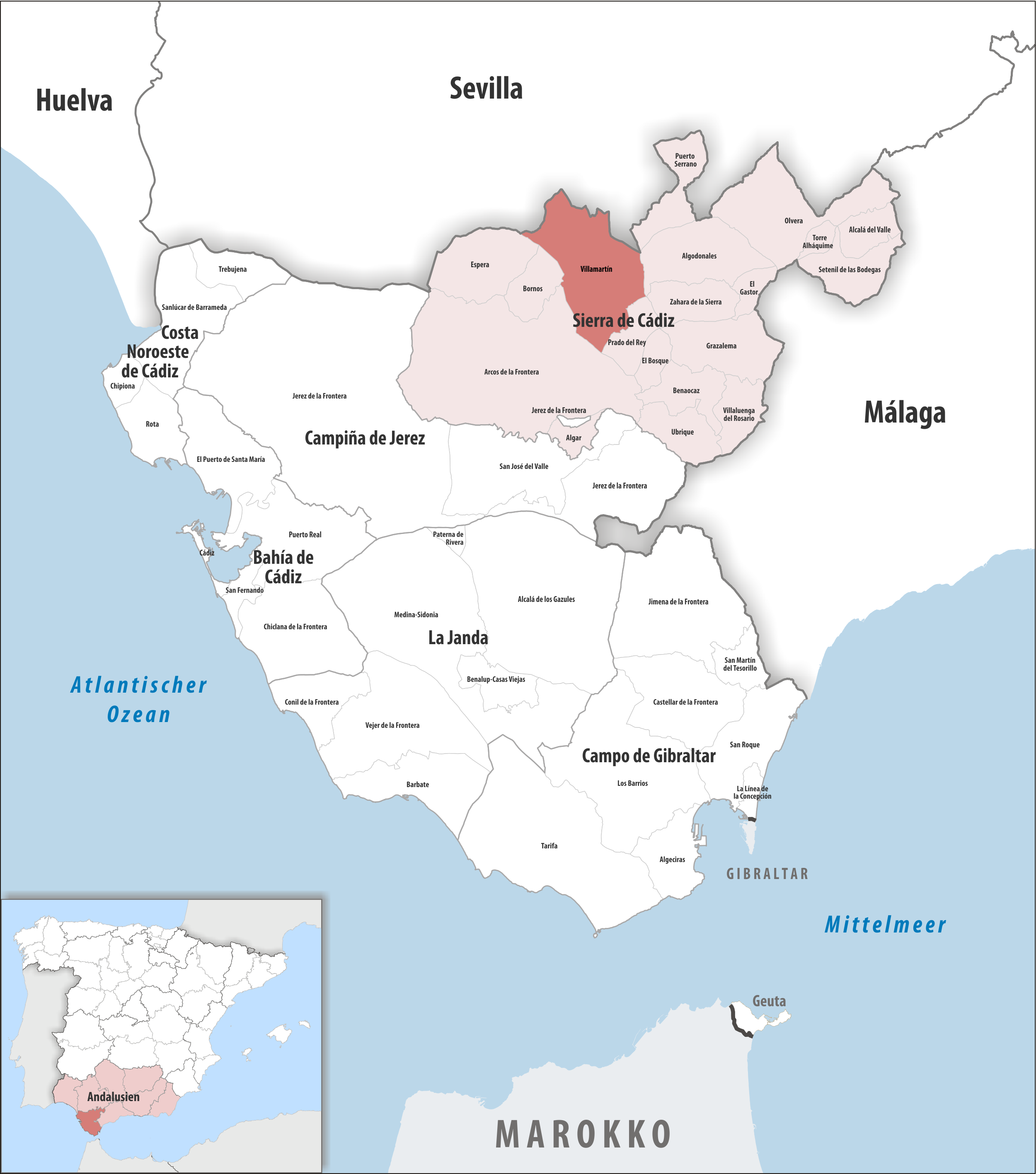
Villamartín dans la province de Cadix / en Andalousie

### Localisation
La commune de Villamartín est dans la comarque Sierra de Cadix, dans le nord de la province de Cadix.
Cadix à 82 km au sud-ouest ;
Jerez de la Frontera à 53 km ouest-sud-ouest ;
Séville à 85 km au nord-ouest ;
Malaga est à 151 km à l'est ;
Algésiras à 146 km au sud ;
Gibraltar à 149 km au sud.

### Généralités, description
Le parc naturel de la Sierra de Grazalema est à 13 km au sud-est (par Prado del Rey). La limite est de la municipalité se trouve à moins de 2 km (à vol d'oiseau) de la limite nord-ouest du parc.
La municipalité est traversée en son centre par le Guadalete, qui coule dans le sens nord-est / sud-ouest et alimente le réservoir de Bornos (es) moins de 3 km après avoir quitté la municipalité au sud-ouest.
Elle se trouve dans une altitude de 167 m.[réf. nécessaire]

### Voies de communication
Villamartín a une position très stratégique, comme nœud de communication entre les provinces de Cadix, Malaga et Séville, devenant un centre des services publics de la Comarque.
L'autoroute en projet Jerez-Antequera (es), continuation de la présente A-382 Jerez-Arcos (2025), passerait par Villamartín.

### Démographie
Avec 12 145 habitants en 2003, la municipalité a une superficie de 210 km2 et une densité de 57,8 hab./km2.[réf. nécessaire]

## Histoire
Le site de Villamartín est occupé depuis la préhistoire sans interruption. Des restes de constructions agricoles romaines comme arabes sont conservées, ainsi qu'un château médiéval (château de Matrera). La ville actuelle a été fondée le 4 février 1503 par 118 citadins des villes voisines.
Pendant le Bas Empire, les romains ont introduit des dromadaires, Camelus dromedarius L., dans le sud de l'Espagne. Plus tard les maures en ont également amené.
À Villamartín, le site de Torrevieja (rue Sol, derrière l'église N.-D. des Vertus (es)) 
est l'un des neuf sites ibériques connus (en 2013) pour avoir livré des vestiges osseux de dromadaire de l'époque maure – nommément un métapode (métacarpe ou métatarse) utilisé comme enclume pour la fabrication de (hoces metálicas dentadas), daté de la seconde moitié du IXe siècle ou la première moitié du XIe siècle.

## Gastronomie
Parmi les spécialités locales, on trouve les Roscos blancos et la Carne de membrillo.
Un vignoble de la commune, le Monte Pajarete, a donné son nom à un vin de liqueur, le pajarete.

## Administration

### Jumelages
- Bellegarde (France)